# 謝爾加奇
55°31′39″N 45°28′11″E / 55.5275°N 45.4697°E

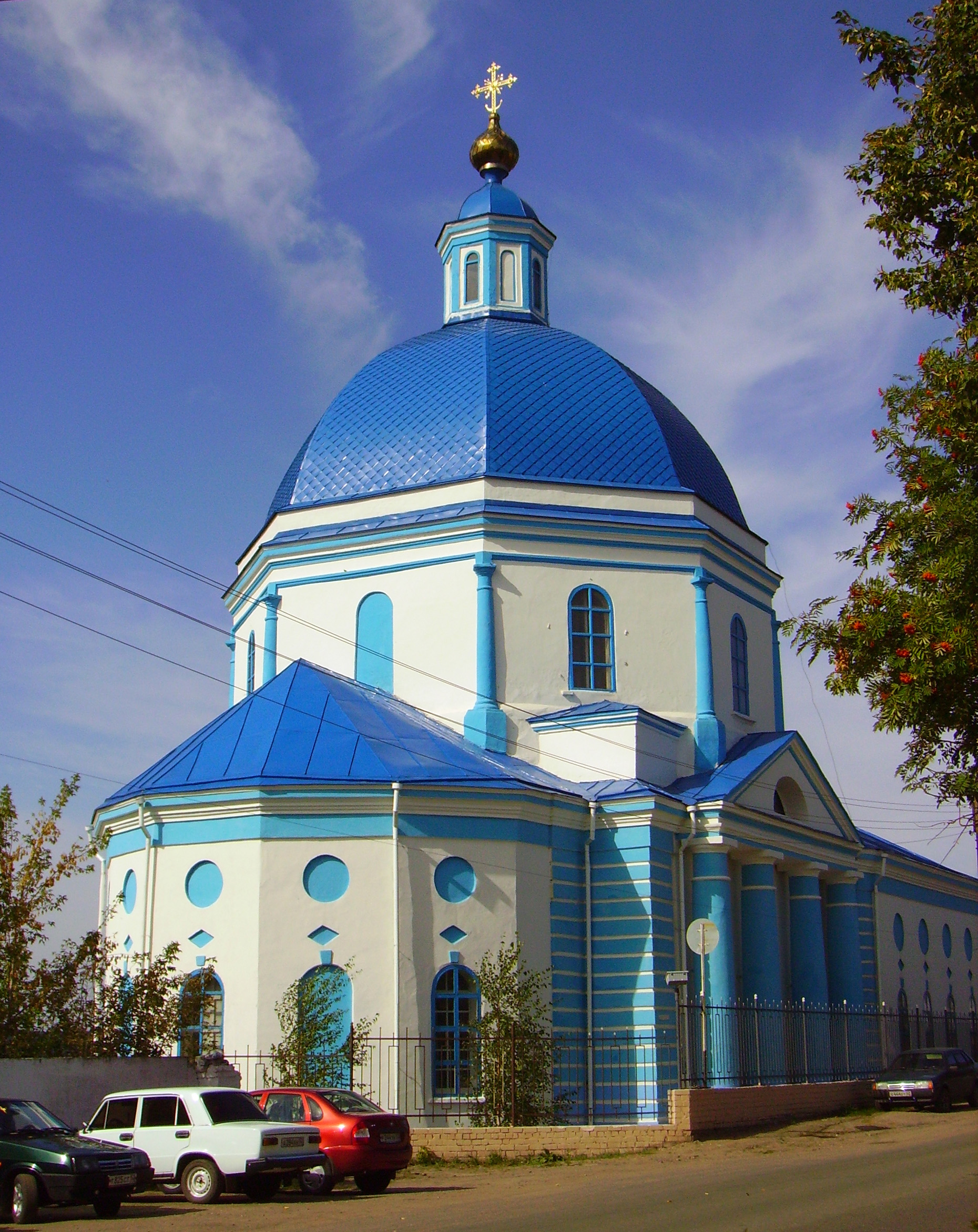
Vladimirsky Cathedral

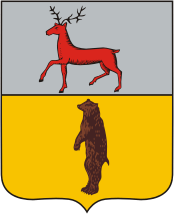
Coat of arms (1781)

謝爾加奇（俄语：Серга́ч）是俄羅斯下諾夫哥羅德州東南部的一個城市、謝爾加奇區縣治。位於皮亞納河畔，距下諾夫哥羅德東北150公里。2002年人口22,887人。
1649年首見於文獻，1779年設市。